# Suriname nos Jogos Pan-Americanos de 2015
Suriname competiu nos Jogos Pan-Americanos de 2015 em Toronto de 10 a 26 de julho de 2015. O país competiu em 5 esportes com 9 atletas e não conquistou nesta medalhas edição.